# Pterolophia tristoides
Pterolophia tristoides là một loài bọ cánh cứng trong họ Cerambycidae.